# Mission étudiante catholique de France
 (décembre 2023).
Si vous disposez d'ouvrages ou d'articles de référence ou si vous connaissez des sites web de qualité traitant du thème abordé ici, merci de compléter l'article en donnant les références utiles à sa vérifiabilité et en les liant à la section « Notes et références ».
La Mission étudiante catholique de France (MECF) était une association qui fédérait en France les associations catholiques d'étudiants, ou aumôneries étudiantes.

## Histoire

### Les débuts
Créée en 1966, par la fusion de la Fédération française des étudiants catholiques et de branche universitaire de la Jeunesse étudiante chrétienne, la Mission étudiante catholique de France (MECF) fut jusqu'en 2006 une association loi 1901, qui rassemblait les étudiants catholiques de l'enseignement supérieur.
Peu de temps après sa création, la MECF subit le choc de Mai 68. Le refus généralisé de toute forme de hiérarchie chez les étudiants entraîne la démission d'un grand nombre de jeunes engagés dans les aumôneries locales ainsi que dans l'Équipe nationale. C'est une époque de crise qui commence du point de vue de la Mission, elle durera une décennie.
Vers 1980, le nombre des étudiants en France a considérablement augmenté depuis les années 1960, et atteint 1 million. Parmi les étudiants catholiques, la volonté d'un engagement plus poussé de leur part se refait sentir. En 1979, pour la première fois depuis 1968, des étudiants participent à la Session nationale qui ne réunissait alors plus que les aumôniers. En 1981, la Session nationale des aumôniers redevient la Session nationale des aumôneries.
À la Session nationale de 1988, le nombre d'étudiants dépasse celui des aumôniers. La MECF est désormais un service qui compte dans l'Église, mais aussi dans le monde universitaire français car elle fait partie des organisations nationales comptant le plus d'étudiants.
La MECF est alors administrée par un Conseil national, constitué des délégués étudiants et d'aumôniers des régions, qui se réunissait quatre fois par an. L'animation était assurée par une Équipe nationale. L'assemblée générale avait lieu pendant la Session nationale : les aumôneries locales en tant qu'associations étaient affiliées à la MECF, ce qui leur donnait un droit de vote à l'assemblée générale.

### La dissolution
Lors de la session nationale de 2006, alors que l'association fêtait ses 40 ans, une réforme conduisit à la dissolution de l'association. L'année 2006 marqua aussi la création de journées étudiantes nationales (JEN).
Par décision de l'assemblée générale du 31 août 2006, la MECF a perdu son statut d'association, mais est restée pendant un an et demi le nom du service dédié aux aumôneries étudiantes de l'Église catholique en France. Ce service dépend de la pastorale pour l'évangélisation de la jeunesse scolaire et étudiante. Un collège de 5 étudiants appelés par l'Église de France était chargé de coordonner la mise en place de la session nationale 2007 et de définir exactement le nouveau mode de fonctionnement.
En décembre 2007, l'appellation « Mission étudiante » du service a été définitivement abandonnée au profit de celle d'« Aumôneries catholiques étudiantes ».

## International
La MECF était affiliée à la coordination européenne JECI-MIEC (la Jeunesse étudiante catholique internationale et le Mouvement international d'étudiants catholiques). La MECF était également membre fondateur, et donc membre de droit de la collégialité du CCFD-Terre Solidaire (Comité Catholique contre la Faim et Pour le Développement).